# Anton Stöhr

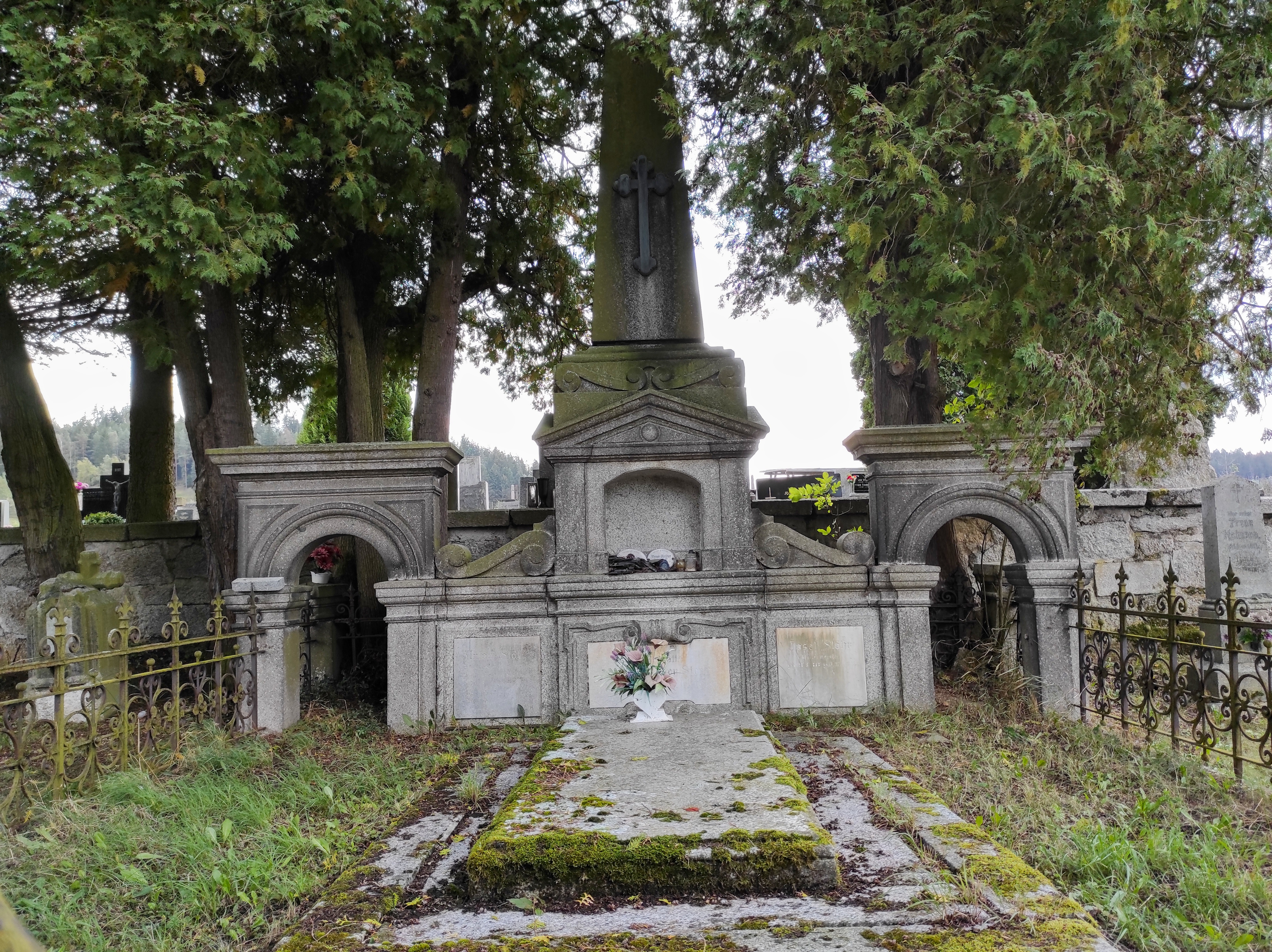
Rodinná hrobka v Bečově nad Teplou, kde je pohřben Anton Stöhr.

Anton Stöhr (6. září 1830 Bečov nad Teplou – 16. ledna 1906 Vídeň) byl rakouský právník a politik německé národnosti z Čech, v 19. století poslanec Říšské rady.

## Biografie
Studoval na gymnáziu v Chebu a Plzni a práva na Vídeňské univerzitě a Karlo-Ferdinandově univerzitě v Praze. Roku 1856 získal titul doktora práv. Dlouhodobě působil jako advokát ve Vídni.
Po obnovení ústavního života se zapojil do politiky. Ve volbách v roce 1861 byl zvolen v městské kurii (volební obvod Loket, Slavkov, Schönfeld, Bečov, Sangerberg) do Českého zemského sněmu. K roku 1861 se uvádí jako JUDr. Stöhr z Bečova, tč. ve Vídni.
Od 70. let 19. století se zapojil i do celostátní politiky. Ve volbách do Říšské rady roku 1873 byl zvolen a zastupoval zde kurii městskou, obvod Stříbro, Kladruby atd. Za týž obvod obhájil mandát i ve volbách do Říšské rady roku 1879, volbách do Říšské rady roku 1885, volbách do Říšské rady roku 1891 a volbách do Říšské rady roku 1897. V roce 1897 se profesně uvádí jako dvorní a soudní advokát, bytem ve Vídni.
Uvádí se jako německý liberál (liberálně a centralisticky orientovaná Ústavní strana odmítající federalistické aspirace neněmeckých etnik). Na Říšské radě se v říjnu 1879 uvádí jako člen staroněmeckého Klubu liberálů (Club der Liberalen). Od roku 1881 byl členem klubu Sjednocené levice, do kterého se spojilo několik ústavověrných (liberálně a centralisticky orientovaných) politických proudů. Za tento klub uspěl i ve volbách roku 1885. Po rozpadu Sjednocené levice přešel do frakce Německorakouský klub. V roce 1890 se uvádí jako poslanec obnoveného klubu německých liberálů, nyní oficiálně nazývaného Sjednocená německá levice. I ve volbách roku 1891 byl na Říšskou radu zvolen za klub Sjednocené německé levice. Ve volbách roku 1897 byl zvolen za Německou pokrokovou stranu.
Jako bečovský rodák počátkem 80. let 19. století inicioval zřízení hudební školy v Bečově. Zastával funkci předsedy správní rady železniční trati Karlovy Vary – Mariánské Lázně. Četné obce v regionu západních Čech mu udělily čestné občanství.
Zemřel v lednu 1906. Pohřeb se konal ve Vídni za účasti významných politiků včetně Ignaze von Plenera a Heinricha von Witteka. Tělo pak bylo převezeno do Bečova.